# Bob Dylan World Tour 1981
World Tour 1981 es una gira del músico estadounidense Bob Dylan. La gira incluyó 54 conciertos divididas en tres etapas, con 31 conciertos en Norteamérica y 23 en Europa, y comenzó el 10 de junio de 1981. Dicha gira sirvió como medio de promoción del álbum Shot of Love.

## Trasfondo
La gira comenzó el 10 de junio de 1981 en Chicago (Illinois). Dylan tocó tres conciertos en los Estados Unidos antes de viajar a Europa. La etapa europea dio comienzo con un concierto el 21 de junio en Toulouse, Francia e incluyó un total de 23 conciertos, la mayoría de ellos en Inglaterra, donde llegó a tocar un total de ocho.
La etapa europea concluyó en Aviñón, Francia con la muerte de dos personas al precipitarse sobre unos cables eléctricos antes de la primera canción. Dylan y el grupo improvisaron un concierto en acústico ante la falta de electricidad a pesar del fallecimiento de las dos personas, del cual solo tuvieron conocimiento una vez finalizado el concierto.
Dylan regresó a los Estados Unidos en octubre para tocar un total de 23 conciertos. La gira concluyó en Lakeland (Florida) el 21 de noviembre tras un total de 54 conciertos.

## Conciertos
| Fecha                   | Ciudad          | País           | Escenario                                 |
| ----------------------- | --------------- | -------------- | ----------------------------------------- |
| Norteamérica (1ª etapa) |                 |                |                                           |
| 10 de junio de 1981     | Hoffman Estates | Estados Unidos | Poplar Creek Music Theater                |
| 11 de junio de 1981     | Clarkston       | Estados Unidos | Pine Knob Music Theatre                   |
| 12 de junio de 1981     | Clarkston       | Estados Unidos | Pine Knob Music Theatre                   |
| 14 de junio de 1981     | Columbia        | Estados Unidos | Merriweather Post Pavilion                |
| Europa                  |                 |                |                                           |
| 21 de junio de 1981     | Toulouse        | Francia        | Stade des Minimes                         |
| 23 de junio de 1981     | Colombes        | Francia        | Colombes Stadium                          |
| 26 de junio de 1981     | Londres         | Inglaterra     | Earls Court Exhibition Centre             |
| 27 de junio de 1981     | Londres         | Inglaterra     | Earls Court Exhibition Centre             |
| 28 de junio de 1981     | Londres         | Inglaterra     | Earls Court Exhibition Centre             |
| 29 de junio de 1981     | Londres         | Inglaterra     | Earls Court Exhibition Centre             |
| 30 de junio de 1981     | Londres         | Inglaterra     | Earls Court Exhibition Centre             |
| 1 de julio de 1981      | Londres         | Inglaterra     | Earls Court Exhibition Centre             |
| 4 de julio de 1981      | Birmingham      | Inglaterra     | National Exhibition Centre                |
| 5 de julio de 1981      | Birmingham      | Inglaterra     | National Exhibition Centre                |
| 8 de julio de 1981      | Estocolmo       | Suecia         | Johanneshovs Isstadion                    |
| 9 de julio de 1981      | Drammen         | Noruega        | Drammenshallen                            |
| 10 de julio de 1981     | Drammen         | Noruega        | Drammenshallen                            |
| 12 de julio de 1981     | Copenhague      | Dinamarca      | Brøndby Hall                              |
| 14 de julio de 1981     | Bad Segeberg    | Alemania       | Freileichttheater                         |
| 15 de julio de 1981     | Bad Segeberg    | Alemania       | Freileichttheater                         |
| 17 de julio de 1981     | Lorelei         | Alemania       | Freilichtbühne                            |
| 18 de julio de 1981     | Mannheim        | Alemania       | Eisstadion am Friedrichspark              |
| 19 de julio de 1981     | Munich          | Alemania       | Olympiahalle                              |
| 20 de julio de 1981     | Munich          | Alemania       | Olympiahalle                              |
| 21 de julio de 1981     | Viena           | Austria        | Wiener Stadthalle                         |
| 23 de julio de 1981     | Basel           | Suiza          | St. Jakobshalle                           |
| 25 de julio de 1981     | Aviñón          | Francia        | Palais des Sports                         |
| Norteamérica (2ª etapa) |                 |                |                                           |
| 16 de octubre de 1981   | Milwaukee       | Estados Unidos | Mecca Auditorium                          |
| 17 de octubre de 1981   | Milwaukee       | Estados Unidos | Mecca Auditorium                          |
| 18 de octubre de 1981   | Madison         | Estados Unidos | Dane County Memorial Coliseum             |
| 19 de octubre de 1981   | Merrillville    | Estados Unidos | Holiday Star Music Theater                |
| 21 de octubre de 1981   | Boston          | Estados Unidos | Orpheum Theatre                           |
| 23 de octubre de 1981   | Filadelfia      | Estados Unidos | The Spectrum                              |
| 24 de octubre de 1981   | University Park | Estados Unidos | Penn State University Recreation Building |
| 25 de octubre de 1981   | Bethlehem       | Estados Unidos | Stabler Arena                             |
| 27 de octubre de 1981   | East Rutherford | Estados Unidos | Meadowlands Brendan Byrne Sports Arena    |
| 29 de octubre de 1981   | Toronto         | Canadá         | Maple Leaf Gardens                        |
| 30 de octubre de 1981   | Montreal        | Canadá         | Forum de Montreal                         |
| 31 de octubre de 1981   | Kitchener       | Canadá         | Kitchener Memorial Auditorium Complex     |
| 2 de noviembre de 1981  | Ottawa          | Canadá         | Ottawa Civic Centre                       |
| 4 de noviembre de 1981  | Cincinnati      | Estados Unidos | Cincinnati Music Hall                     |
| 5 de noviembre de 1981  | Cincinnati      | Estados Unidos | Cincinnati Music Hall                     |
| 6 de noviembre de 1981  | West Lafayette  | Estados Unidos | Elliott Hall of Music                     |
| 7 de noviembre de 1981  | Ann Arbor       | Estados Unidos | Hill Auditorium                           |
| 8 de noviembre de 1981  | Ann Arbor       | Estados Unidos | Hill Auditorium                           |
| 10 de noviembre de 1981 | New Orleans     | Estados Unidos | Saenger Theatre                           |
| 11 de noviembre de 1981 | New Orleans     | Estados Unidos | Saenger Theatre                           |
| 12 de noviembre de 1981 | Houston         | Estados Unidos | The Summit                                |
| 14 de noviembre de 1981 | Nashville       | Estados Unidos | Nashville Municipal Auditorium            |
| 15 de noviembre de 1981 | Atlanta         | Estados Unidos | Fox Theatre                               |
| 16 de noviembre de 1981 | Atlanta         | Estados Unidos | Fox Theatre                               |
| 18 de noviembre de 1981 | Miami           | Estados Unidos | Sunrise Music Theater                     |
| 20 de noviembre de 1981 | Miami           | Estados Unidos | Sunrise Music Theater                     |
| 21 de noviembre de 1981 | Lakeland        | Estados Unidos | Lakeland Center                           |